# Новиков, Михаил Петрович
Михаи́л Петро́вич Но́виков (25 июля 1918 года, посёлок Середина-Буда, УССР — 4 марта 1993 года, Москва, Российская Федерация) — советский и российский религиовед, специалист по истории и теории атеизма и религии. Доктор философских наук, профессор. Один из авторов и научный редактор «Атеистического словаря» и «Карманного словаря атеиста».

## Биография
Родился 25 июля 1918 года в посёлок Середина-Буда Сумской области. Отец — рабочий, а мать — домохозяйка, воспитывавшая четверых детей.
Начальное и неполное среднее образование получил в Середине-Буде Сумской области.
В 1932 году вместе с родителями переехал в Магнитогорск.
С 1932 — 1943 годах работал по найму и учился.
В 1937 — 1938 годах состоял слушателем подготовительных курсов при Магнитогорском педагогическом институте, сдав экстерном экзамены за курс средней школы.
В 1938 году поступил и в 1941 году с отличием окончил Магнитогорский государственный педагогический институт по специальности «Русский язык и литература», полностью выполнив за время учебы в институте учебный план исторического факультета.
После окончания института работал преподавателем русского языка и литературы в Тубинской средней школе № 1.
Ветеран-участник Великой Отечественной войны. В 1943 — 1944 годах состоял на военной службе в Красной Армии. После окончания войны с 1946 по 1953 годы работал в Середине-Буде Сумской области штатным пропагандистом, ответственным редактором районной газеты «Колхозная правда», заведующим отделом пропаганды и агитации, секретарём районного комитета партии.
В 1953 году откомандирован на учёбу в аспирантуру. В октябре 1953 — октябре 1956 годов обучался в аспирантуре Московского областного педагогического университета по кафедре философии. В 1956 году в Московском государственном педагогическом институте им. В. И. Ленина защитил диссертацию на соискание учёной степени кандидата философских наук по теме «Особенности проявления и преодоления противоречий в социалистическом способе производства».
В марте 1957 — мае 1959 годов работал референтом отдела философии, педагогики, литературы и искусства правления общества «Знание» РСФСР.
В мае 1959—1960 годов в порядке перевода был зачислен и. о. заведующего Отделом истории и теории атеизма журнала «Наука и религия».
С 1960 года до конца жизни — сотрудник кафедры истории и теории атеизма и религии философского факультета МГУ им. М. В. Ломоносова, где прошёл путь последовательно от старшего преподавателя (1960—1962 годах) и доцента (1962—1968 годах) до профессора (с 1968 года) и заведующего кафедрой (1969—1987 годах).
В 1967 году в МГУ имени М. В. Ломоносова защитил диссертацию на соискание учёной степени доктора философских наук по теме «Идеология современного русского православия».
В 1991 — 1993 годах — профессор кафедры философии религии и религиоведения философского факультета МГУ им. М. В. Ломоносова.

## Научная деятельность
Редактор и один из авторов «Атеистического словаря», а также трёх изданий учебника «История и теория атеизма», монографии «Русская православная церковь».
В трудах М. П. Новикова исследуются особенности современного религиозного модернизма; обосновывается необходимость историко-философского подхода к оценке изменений в области религиозной идеологии и религиозных отношений. М. П. Новиков представил общую оценку возможностей и будущности религии в целом и её определённых разновидностей, включая хилиастические и восточные культы.

## Научные труды

### Монографии
- Новиков М. П. Православие и современность. — М.: Изд-во МГУ, 1965. — 253 с.
- Новиков М. П., Дмитриева Н. К. Богословская фальсификация общественных явлений. — М.: Знание, 1975. — 63 с. (Новое в жизни, науке, технике. Серия научный атеизм; 9. 1975).
- Новиков М. П. Тупики православного модернизма: (Критический анализ богословия XX века). — М.: Политиздат, 1979. — 167 с.;
- Коммунистическое воспитание трудящихся : [Сб. статей / Редкол.: М. П. Новиков (отв. ред.) и др.]. — Ташкент : ТашГУ, 1979. — 159 с.; 20 см. — (Сб. науч. тр. : / / Ташк. гос. ун-т им. В. И. Ленина. N 616; ;).
- Новиков М. П. Роль научного атеизма в формировании активной жизненной позиции: (Сокр. стеногр. лекции). — М. : Знание, 1980. — 12 с.
- Гордиенко Н. С., Новиков М. П. Современная идеологическая борьба и религия. — М. : о-во «Знание» РСФСР, 1980. — 40 с.; 20 см. — (В помощь лектору. / О-во «Знание» РСФСР, Науч.-метод. совет по пропаганде науч. атеизма).
- История и теория атеизма : Учеб. пособие для филос. фак. и отд-ний ун-тов / Г. Л. Баканурский, Ю. Ф. Борунков, И. И. Бражник и др.; Редкол.: М. П. Новиков (отв. ред.) и др.. — 2-е изд., перераб. и доп. — М. : Мысль, 1982. — 430 с.
- Актуальные проблемы теории и практики научного атеизма / Д. М. Угринович, М. П. Новиков, З. А. Тажуризина и др.]; Под ред. М. П. Новикова, Ф. Г. Овсиенко. — М. : Изд-во МГУ, 1985. — 239 с.;
- Преподавание научного атеизма в вузе: Науч.-метод. пособие / Г. Г. Квасов и др.; Под ред. М. П. Новикова. — М. : Высшая школа, 1988. — 223 с.;
- Новиков М. П. Христианизация Киевской Руси: методологический аспект. — М. : Изд-во МГУ, 1991. — 174 с. ISBN 5-211-01006-X

### Словари
- Карманный словарь атеиста / Ю. А. Бахныкин, М. С. Беленький, А. В. Белов и др.; Под ред. М. П. Новикова. — 3-е изд., испр. и доп. — М. : Политиздат, 1981. — 280 с.;
- Атеистический словарь / Абдусамедов А. И., Алейник Р. М., Алиева Б. А. и др.; Под общ. ред. М. П. Новикова. — М. : Политиздат, 1983. — 559 с.
- Атеистический словарь / Абдусамедов А. И., Алейник Р. М., Алиева Б. А. и др.; Под общ. ред. М. П. Новикова. — 2-е изд., испр. и доп. — М. : Политиздат, 1985. — 512 с.

### Статьи
- Новиков М. П. О модернизации религиозной идеологии (Освещение современного православия в атеистической литературе) // Вопросы научного атеизма. Вып. 1 / Редкол. А. Ф. Окулов (отв. ред.) и др.; Акад. обществ. наук ЦК КПСС. Ин-т научного атеизма. — М.: Мысль, 1966. — С. 415—425. — 472 с. — 25 000 экз.
- Новиков М. П. О предмете научного атеизма // Вопросы научного атеизма. Вып. 15. Научный атеизм в высшей школе / Редкол. А. Ф. Окулов (отв. ред.); Акад. обществ. наук ЦК КПСС. Ин-т научного атеизма. — М.: Мысль, 1973. — С. 25—37. — 325 с. — 19 000 экз.
- Новиков М. П. Научно-исследовательская работа на кафедре истории и теории атеизма МГУ // Вопросы научного атеизма. Вып. 19 / Редкол. А. Ф. Окулов (отв. ред.); Акад. обществ. наук ЦК КПСС. Ин-т научного атеизма. — М.: Мысль, 1976. — С. 134—142. — 335 с. — 16 500 экз.
- Новиков М. П. Введение христианства на Руси с точки зрения общественного прогресса // Вопросы научного атеизма. Вып. 37. Православие в истории России / Редкол. В. И. Гараджа (отв. ред.) и др.; Акад. обществ. наук ЦК КПСС. Ин-т научного атеизма. — М.: Мысль, 1988. — С. 9—19. — 303 с. — 20 700 экз. — ISBN 5-244-00202-3.

## Семья
- Жена — Радченко Александра Петровна (род. 1925 г.)[1].
- Сын — Новиков Виктор Михайлович (род. 1950 г.)[1].